# Three Rivers Stadium

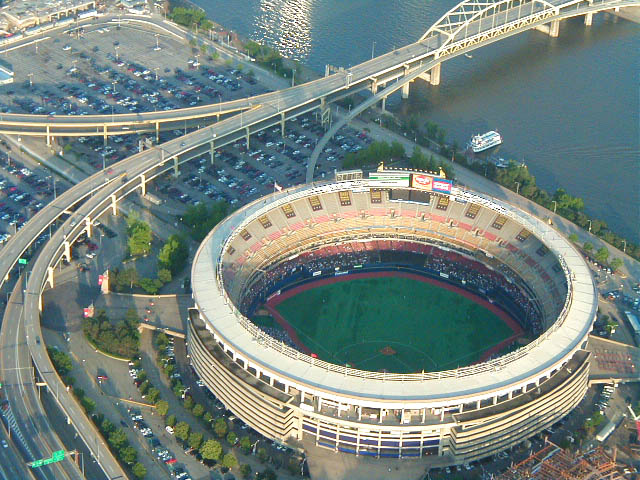
Three Rivers Stadium.

Het Three Rivers Stadium is een voormalig multifunctioneel stadion in de Amerikaanse stad Pittsburgh. Van 1970 tot en met 2000 was het stadion de thuisbasis van de honkbalclub de Pittsburgh Pirates en de Americanfootballclub de Pittsburgh Steelers. Het stadion had een capaciteit van 59.000 bezoekers. In 1984 speelden ook de Pittsburgh Maulers er.
Het stadion werd gebouwd in de jaren zestig van de twintigste eeuw als opvolger van Forbes Field. Het stadion werd geopend op 16 juli 1970 met de eerste thuiswedstrijd van de Pirates  tijdens de World Series van 1971. De laatste wedstrijd in het stadion, op 16 december 2000, werd gewonnen door de Steelers.
Nadat het stadion in 2000 was gesloten, verhuisden de Steelers naar Heinz Field en de Pirates naar PNC Park. Het stadion werd afgebroken in 2001.